# Max Ehrlich
Pour les articles homonymes, voir Ehrlich.
Max Ehrlich, né le 10 octobre 1909 à Springfield, au Massachusetts, et mort le 11 février 1983 à Los Angeles, en Californie, est un écrivain et un scénariste américain, auteur de roman policier et de science-fiction.

## Biographie
Pour payer ses études en journalisme à l'université du Michigan, il exerce divers petits métiers : manutentionnaire, ouvrier agricole, vendeur de magazines, caddy sur des terrains de golf. Il obtient son diplôme en 1933 et travaille d'abord comme correcteur au Springfield Republican, puis comme reporter au Knickerbocker Press et au Evening News. À partir des années 1940 et jusqu'aux années 1960, il est un prolifique scénariste pour la radio et la télévision.
En 1949, il publie son premier roman, L'Œil géant (The Big Eye), appartenant au genre de la science-fiction. Puis, en 1952, il écrit son premier roman policier Vous l'aurez voulu (Spin the Glass Web). Ce roman est adapté en 1953 dans un film américain, intitulé Le Crime de la semaine (The Glass Web), réalisé par Jack Arnold. En 1955, il fait paraître « son roman le plus célèbre », En voiture s'il vous plaît (First Train to Babylon), un « excellent récit psychologique », selon Claude Mesplède. Il est adapté au cinéma pour le film américain La Lame nue (The Naked Edge), réalisé par Michael Anderson, avec Gary Cooper et Deborah Kerr.

## Œuvre

### Romans
- The Big Eye (1949) Publié en français sous le titre L'Œil géant, Paris, Hachette, coll. « L'Énigme », Série romans extraordinaires (1951)
- Spin the Glass Web (1952) Publié en français sous le titre Vous l'aurez voulu, Genève, Ditis, coll. « Détective-club » (Suisse) no 89 (1952) ; réédition, Paris, Ditis, coll. « Détective-club » (France) no 58 (1952)
- First Train to Babylon (1955), aussi paru sous les titres Dead Letter (1958) et The Naked Edge (1961) Publié en français sous le titre En voiture s'il vous plait, Paris, Presses de la Cité, coll. « Un mystère », 1re série, no 274 (1956) ; édition sous le titre Dix ans de sursis par la Sté d'éditions périodiques belge; réédition sous forme condensée avec le titre Non coupable, Reader's Digest, coll. « Sélection du livre » Volume III (1957)
- The Takers (1961)
- Deep Is the Blue (1964) Publié en français sous le titre Prisonniers de la peur, Paris, Presses de la Cité (1965)
- The High Side (1970)
- The Reincarnation of Peter Proud (1973)
- The Savage is Loose (1974)
- The Cult (1978)
- Reincarnation in Venice (1979)
- Naked Beach (1979)
- The Big Boys (1981)
- Shaitan (1981)

### Novélisation
- The Edict (1971) (novélisation de Population zéro (Z.P.G.)) Publié en français sous le titre Le Grand Décret, Paris, Édition spéciale (1973) ; réédition, Paris, Club français du livre (1973)

## Filmographie

### Adaptations au cinéma
- 1953 : Le Crime de la semaine (The Glass Web) film américain réalisé par Jack Arnold, adaptation du roman Spin the Glass Web
- 1961 : La Lame nue (The Nacked Edge) de Michael Anderson (film anglo-américain  avec Gary Cooper et Deborah Kerr, adaptation du roman First Train to Babylon
- 1975 : La Mort en rêve (The Reincarnation of Peter Proud), film américain réalisé par J. Lee Thompson, adaptation du roman The Reincarnation of Peter Proud

### Scénarios pour le cinéma
- 1967 : Sail to Glory, film américain réalisé par Gerald Schnitzer
- 1972 : Population zéro (Z.P.G.), film américain réalisé par Michael Campus (en)
- 1974 : The Savage Is Loose (en), film américain réalisé par George C. Scott

### Scénarios pour la télévision
- 1950 à 1952 : 5 épisodes de la série télévisée américaine Suspense
- 1950 : Nightfall, épisode de la série télévisée américaine Sure as Fate (en)
- 1951 à 1958 : 2 épisodes de la série télévisée américaine Studio One
- 1952 : 4 épisodes de la série télévisée américaine Tales of Tomorrow
- 1952 : 1 épisode de la série télévisée américaine Man Against Crime (en)
- 1954 : The Lie, téléfilm américain réalisé par Harold Young
- 1954 : 2 épisodes de la série télévisée américaine The Big Story (en)
- 1956 : 3 épisodes de la série télévisée américaine Navy Log (en)
- 1956 : 1 épisode de la série télévisée américaine Lux Video Theatre (en)
- 1956 - 1957 : 7 épisodes de la série télévisée américaine Assignment Foreign Legion
- 1958 : 1 épisode de la série télévisée américaine The Court of Last Resort (en)
- 1959 : 1 épisode de la série télévisée britannique No Hiding Place (en)
- 1960 : 1 épisode de la série télévisée britannique The Valiant Years (en)
- 1961 : 4 épisodes de la série télévisée américaine Tallahassee 7000
- 1961 : 1 épisode de la série télévisée américaine The Witness (en)
- 1961 : 1 épisode de la série télévisée américaine Armstrong Circle Theatre
- 1961 - 1962 : 4 épisodes de la série télévisée américaine Les Accusés
- 1962 : 1 épisode de la série télévisée américaine General Electric Theater
- 1962 : 1 épisode de la série télévisée américaine Échec et mat
- 1962 : 1 épisode de la série télévisée américaine Target: The Corruptors! (en)
- 1962 : 1 épisode de la série télévisée américaine The Dick Powell Show (en)
- 1963 : 1 épisode de la série télévisée américaine Les Incorruptibles
- 1963 : 1 épisode de la série télévisée américaine Arrest and Trial (en)
- 1965 : 1 épisode de la série télévisée américaine For the People
- 1965 : 1 épisode de la série télévisée américaine Voyage au fond des mers
- 1966 : 1 épisode de la série télévisée américaine Jericho (en)
- 1966 : 1 épisode de la série télévisée américaine Match contre la vie
- 1967 : 1 épisode de la série télévisée américaine Star Trek : La Pomme
- 1967 : 1 épisode de la série télévisée américaine Les Mystères de l'Ouest

## Sources
: document utilisé comme source pour la rédaction de cet article.
- Jacques Baudou et Jean-Jacques Schleret, Les Métamorphoses de la chouette : Détective-club, Paris, Futuropolis, 1986, 191 p. (ISBN 978-2-737-65488-6), p. 65-68
- Claude Mesplède (dir.), Dictionnaire des littératures policières, vol. 1 : A - I, Nantes, Joseph K, coll. « Temps noir », 2007, 1054 p. (ISBN 978-2-910-68644-4, OCLC 315873251), p. 659-660